# 庫珀 (緬因州)
庫珀（英語：Cooper）是一個位於美國緬因州華盛頓縣的鎮。

## 人口
根據2020年美國人口普查的數據，庫珀的面積為84.36平方千米，當中陸地面積為79.54平方千米，而水域面積為4.82平方千米。當地共有人口168人，而人口密度為每平方千米2人。